# نسیمی‌کند
نسیمی‌کند (به ترکی آذربایجانی: Nəsimikənd) یک منطقهٔ مسکونی در جمهوری آذربایجان است که در شهرستان ساعتلی واقع شده‌است. نسیمی‌کند ۳٬۲۸۶ نفر جمعیت دارد.